# Landevejscykling
 Denne artikel bør gennemlæses af en person med fagkendskab for at sikre den faglige korrekthed.

 Der er for få eller ingen kildehenvisninger i denne artikel, hvilket er et problem. Du kan hjælpe ved at angive troværdige kilder til de påstande, som fremføres i artiklen.

Landevejscykling er en racercykelsport der afholdes på asfalteret vej (med få undtagelser). Termen ”landevejscykling” bruges ofte ved begivenheder hvor cykelrytterne starter samlet, og hvor vinderen er den der først passerer målstregen når ruten ender (individuelt og holdtidskørsler er en anden form for landvejscykling). Modsætningen hertil er banecykling, der som navnet siger, foregår på en speciel cykelbane (velodrom), eller terrænløb som mountainbike eller cycle cross.
Historisk set er de mest konkurrencedygtige og passionerede lande Belgien, Colombia, Danmark, Tyskland, Italien, Frankrig og Luxemburg. Dog
er populariteten i Holland, Portugal, Spanien og Schweiz stigende, lande som Kasakhstan, Australien, Venezuela, Rusland, Slovakiet, Sydafrika, New Zealand, Norge, Storbritannien, Irland, Polen og USA producerer imidlertid verdensklasselandevejsryttere.
Landevejscykling begyndte som en organiseret sport i 1868. Det første verdensmesterskab var i 1893, og landvejscykling har været en del af de Olympiske Lege siden det moderne system i Athen 1896.
Landevejscykling som det kendes i dag stammer fra det sene 19. århundrede. Sporten var populær i de vesteuropæiske lande, Frankrig, Spanien, Belgien og Italien. Nogle af Europas tidligste landevejsløb forbliver blandt sportens største begivenheder. Disse gamle løb indbefatter
Liège-Bastogne-Liège (etableret 1892), Paris-Roubaix (1896), Tour de France (1903), Milano-Sanremo og Giro di Lombardia (1905), Giro d'Italia (1909) og Flandern Rundt (1913). Løbene forudsatte et grundlag for andre løb rundt om i verden. Selvom sporten har spredt sig til hele verden, forbliver disse historiske løb stadig de mest prestigefyldte for rytterne at vinde.

## Typer af landevejscykelløb

### En-dags-cykelløb
Løbsdistancerne varierer fra 50-60 km til mere end 200 km. De kortere løbsdistancer er ofte gadeløb. Ruterne kan gå fra by til by, som runder eller en blanding af disse. En rute der kombinerer begge sikrer ofte spænding for tilskuerne ved opløbsstrækningen. Store en-dags-løb eller mere populært kendt som klassikere, er løb som Liège-Bastogne-Liège og Paris-Roubaix. 

### Tidskørsler
Individuel tidskørsel (ITT) er en konkurrence hvor landevejsrytterne cykler mod tiden i fladt eller bakket terræn, eller op af bjergveje. En holdtidskørsel (TTT) er et vejbaseret cykelløb, hvor et cykelhold kæmper mod tiden. I både individuel og holdtidskørsel starter cykelrytteren på forskellige tidspunkter så hver start er retfærdig og lige. Modsat individuelle tidskørsler hvor deltagerne ikke må ”ligge på hjul” (cykle i slipstrømmen) bag hinanden, er det en taktik i holdtidskørsel at rytterne fra samme hold ”ligger på hjul” af hinanden. Hver rytter tager en føring forrest hvorefter han falder ned bagerst i gruppen. Løbs distancerne varierer fra få km (typisk en prologue en individuel tidskørsel ofte mindre end 10 km der bruges i starten af etapeløbet til at bestemme hvem der skal have førertrøjen), til 60 km og er sjældent mere end 100 km.    

### Etapeløb
Etapeløb består af flere etaper kørt efter hinanden. Rytteren med den laveste tid der gennemfører alle etaperne, bliver erklæret den samlede vinder. Etapeløb har også andre klassementer end den samlede sejr. Så som point klassements og bjerg klassementet. Et etapeløb kan også bestå af en serie af landevejsløb og individuelle tidskørsel (nogen etapeløb har også holdtidskørsler). Etape vinderen er den rytter der først krydser målstregen den dag eller tidskøreren med den laveste tid. Vinderen af det samlede klassement i et etapeløb er den rytter der samlet bruger mindst tid på at gennemføre alle etaperne (altså en rytter behøver hverken at have vundet en etape eller en tidskørsel for at vinde det samlede klassement). Tre ugers etapeløb bliver kaldt ”Grand Tours”. Den professionelle landevejs kalender inkluderer tre ”Grand Tours” – Giro d'Italia, Tour de France, og Vuelta a Espana. 

## Taktik
Der findes mange forskellige taktiker efter hvad målet for løbet er. Målet her er at krydse målstregen først under et en-dagsløb og sætte den mindste tid i et etapeløb

### At ligge på hjul
Taktikken er baseret på fordelen af aerodynamik ved at ligge på hjul hvorved at en rytter markant kan reducere watt forbruget ved tæt at
følge i slipstrømmen bag en given rytter. At cykle i hovedfeltet kan spare op til 70 % i modsætning til at cykle alene. Nogle hold har udpeget en leder som resten af holdet har fået til opgave at holde ude af vinden og i en god position i kritiske tidspunkter under løbet. Dette kan blive udnyttet som en fordel og er en ulempe for modstanderens ryttere.

### Udbrud
En gruppe af ryttere der går i ”udbrud” fra feltet har mere plads og frihed, og kan derfor være en fordel i visse situationer. Hvis udbruddet arbejder sammen problemfrit og effektivt kan de opnå en højere fart end feltet hvori de resterende ryttere ikke er motiveret og organiserede nok til at hente udbruddet. Som regel vil en rytter eller en gruppe gå i udbrud fra feltet ved at angribe og køre i forvejen for at reducere antallet af konkurrenter for sejren. Hvis udbruddet ikke holder hjem og feltet er samlet før målstregen vil en sprinter ofte vinde etapen i opløbsstrækningen. Samarbejdet mellem rytterne er på forhånd fastlagt, men kan blive ødelagt af modstandere: i forsøg på at forhindre eller hjælpe et succesfuldt udbrud, og sommetider i at levere sprinteren forrest i feltet.

### Terræn og vilkår
For at gøre ruten mere selektiv, har løbene ofte svære sektioner, så som hårde stigninger, hurtige nedkørsler og nogle gange tekniske underlag (så som brosten brugt i Paris-Roubaix). Vejreret kan også være en udslagsgivende fakta. Stærke ryttere er i stand til at sætte svagere rytter af i sådanne sektioner, for at minimere antallet af konkurrenter. 

### Stigninger
Stigninger er fremragende for ryttere der vil væk fra en gruppe, da den lave fart på en stigning alvorligt reducere slipstrømmen for forfølgergruppen. Den udbrydende rytter kan dermed yderligere drage fordel af hans position på nedkørslen, da det at køre nedad enkeltvis giver mulighed for mere manøvrerings plads og derfor en højere fart end forfølgergruppen. Desuden fordi forfølgergruppen holder mere afstand mellem hinanden for sikkerhedsmæssige grunde er slipstrømmens fordele reduceret. Hvis denne situation finder sted tæt på målet (en forfølgergruppe, eller målstregen) er turen over fladt terræn efter nedkørslen ikke lang nok til at effekten fra slipstrømmen kan indhentes, hvilket gør udbruddet succesfuldt. Dog er der en del aspekter der spiller ind, men dette er et scenarie som ofte ses.

### Sidevind
Vind forholdene spiller også en vigtig rolle i cykelløb, da det ofte er meget selektivt. Da vinden i sidevind komme fra siden, vil ryttere ligge så om på den modsatte side af en given anden rytter, så er de nemlig i læ og kan spare mange watt. Denne taktik kaldes på dansk viften. Efterfølgende ryttere er ude af stand til at ligge i læ af vinden. Hvis sådan en taktik opretholdes i lang nok tid, vil en svagere rytter i feltet være ud af stand til at holde kontakt med den forreste rytter, og dermed splittes feltet op. Hvis feltet splittes kan alt ske. Ryttere kan drage fordel af sidevind og dette er er ofte afgørende i endagsløb, mest bemærkelsesværdige er endagsklassikerne i Belgien og Holland.

### Fart
Ligesom en fremragende kondition skal rytterne også udarbejde fremragende cykel færdigheder for at cykle i høj fart, side om side med andre ryttere. Alene kan ryttere komme op på 110 km/t nedad af snoede bjergveje og op til 60-90 km/t i den afsluttende sprint ved målstregen.       

## Hold
Indenfor landevejscykling er de fleste ryttere opdelt i hold, hovedsagligt i kommercielle sponsorer. På professionelle og semi-professionelle hold er teamet opkaldt efter hovedsponsoren. Som eksempel er nogle af de mest fremtrædende hold gennem de seneste 30 år Team Telekom, LottoNL-Jumbo, Once, Mapei og Lampre.
I professionel landevejscykling kordineres holdet ofte af radiokommunikation mellem ryttere og holdets sportsdirektør, der sidder i bil bag rytterne og via en skærm har styr på den overordnede situation under løbet. Radiokommunikationens indflydelse under løbet er et emne som bliver diskuteret meget i cykelfællesskabet, nogle argumentere for at introduktionen af radioen i 1990'erne har devalueret rytternes individuelle taktiske klogskab og dermed har gjort landevejsløbene mindre spændende.
| Forkortelse | Holdnavn                 | Land | Kontinentet |
| ALM         | AG2R LA MONDIALE         | FRA  | EUR         |
| AST         | ASTANA PRO TEAM          | KAZ  | ASI         |
| BMC         | BMC RACING TEAM          | USA  | AME         |
| EQS         | ETIXX - QUICK STEP       | BEL  | EUR         |
| FDJ         | FDJ                      | FRA  | EUR         |
| IAM         | IAM CYCLING              | SUI  | EUR         |
| LAM         | LAMPRE - MERIDA          | ITA  | EUR         |
| LTS         | LOTTO SOUDAL             | BEL  | EUR         |
| MOV         | MOVISTAR TEAM            | ESP  | EUR         |
| OGE         | ORICA GreenEDGE          | AUS  | OCE         |
| TCG         | TEAM CANNONDALE - GARMIN | USA  | AME         |
| TGA         | TEAM GIANT - ALPECIN     | GER  | EUR         |
| KAT         | TEAM KATUSHA             | RUS  | EUR         |
| TLJ         | TEAM LOTTO NL - JUMBO    | NED  | EUR         |
| SKY         | TEAM SKY                 | GBR  | EUR         |
| TFR         | TREK FACTORY RACING      | USA  | AME         |

## 10 opfindelser der ændrede cykelsporten
Vi tager det som en selvfølge, når Alberto Contador kører på enkeltstartscykel under tidskørslerne eller Bjarne Riis giver holdet ordrer via team-radioen. Sådan har det ikke altid været. Den tekniske evolution påvirker selv en hundredårsjubilar som Tour de France.

### 1. Klikpedaler
Det var først i 1984, at franske Look fandt på at parre bindingerne fra alpinski med et par cykelsko. Indtil da havde rytterne brugt tåclips, hvor foden blev fæstnet til pedalen med et spænde. Bernard Hinault vandt Touren i 1985 på et par af de nye 'klik-pedaler' og så blev cykelverdenen overbevist. I dag 'klikker' alle sig fast på pedalerne, hvad enten de bruger det ene eller det andet mærke.
Bo Hamburger: ”Det giver mere komfort på cyklen. Fødderne sover simpelthen mindre, det er friheden ved ikke at have et spænde hen over foden og ned over knysten. Det er i sig selv vigtigt i et etapeløb, der varer tre uger".

### 2. Gearskift i bremsegreb
Før 1990 skiftede rytterne gear på to vippearme, der sad på selve stellet. Det krævede, at man skulle bukke sig ned i en ubekvem bevægelse. Da Shimano fandt på at bygge gearskiftet ind i bremsegrebet, hvor de fleste ryttere alligevel hviler hænderne, fulgte konkurrenterne hurtigt trop.
Bo Hamburger: "Det er mere sikkert, når man ikke skal fjerne hænderne fra styret for at skifte. I praksis kører man mere i det rigtige gear, fordi man tidligere ofte ikke fik skiftet i rette tid, fordi man jo skulle fjerne hænderne fra styret, når pulsen var høj, og man var presset. Tidligere kunne man også spekulere i, at de andre skulle skifte gear, fordi det tog opmærksomheden et øjeblik".

### 3. Enkelstartsstyr
I 1989 indhentede Greg LeMond de 50 sekunder, han skulle bruge til at vinde Touren over Laurent Fignon, ved at bruge et helt nyt styr under enkeltstarten. Så vidt vides blev han inspireret af triatlonsporten. Styret introducerede den meget aerodynamiske, liggende positur på cyklen, hvor rytterne hviler albuerne på to bøjler i ly forvinden. Siden tog det teknologiske kapløb fart med den ene mere fantasifulde cykel efter den anden, inden UCI ensrettede reglerne fortidskørsel-cykler.
Bo Hamburger: "Man sidder i en bedre position, der samtidig er mere aerodynamisk end ved et normalt gedebukkestyr. Så simpelt er det".

### 4. Fantomdragt
Med den øgede fokus på aerodynamik efter Greg LeMonds sejr i 1989, kom turen hurtigt til cykeltøjet. Studier viste, at der var mange sekunder at hente, ved at krybe i en stram og glat heldragt. Den udvikling har bredt sig til de klassiske trikoter, der i moderne snit sidder stramt om især armene, og er lavet af glat, aerodynamisk stof.
Bo Hamburger: "Inden for de seneste fem år er der sket meget med cykeltøjets funktionalitet. Især Team Sky har været foregangsmænd indenfor det område. Det er mere svedabsorberende og lækkert at køre i. Og så er det aerodynamisk. Der er en kæmpe forskel på det, jeg kørte med, og det de kører med i dag".

### 5. Højprofilhjul
Udviklingen tog for alvor fart i 1984, da USA's banelandshold stillede op på cykler og hjul, der slet ikke lignede noget, man havde set før.
De blev kaldt 'funny bikes', og kørte på hjul med kun tre brede eger. Drevet frem af triatlonsporten, hvor reglerne ikke er så strikse, blev hjul til meget andet og mere end blot en fælg og en masse eger. Med kulfiber til rådighed var det kun fantasien og UCI’s reglement der satte grænser for vindtunnel-forsøgene.
Bo Hamburger: "Hjulene er det vigtigste sted, man kan spare på vægten. Især i bjergene, men også på fladere etaper, hvor de tager meget vind. Med højprofilhjul kan rytterne i dag vælge de hjul, der passer bedst til etapen i et samspil mellem aerodynamik, stivhed og lethed".

### 6. Watt- og pulsemålere
I 1988 trænede Bo Hamburger op til junior-VM med en pulsmåler om brystet. Dengang var det revolutionerende. Fra sidst i 80'erne bredte wattmålerne sig blandt de professionelles rækker. I dag har Team Sky forfinet brugen af målerne, så de ved præcist, hvor mange watt de skal træde, for at konkurrenterne mister lysten til at stikke af.
Bo Hamburger: "Watt er den mest præcise måde at måle kraftudfoldelsen på. I kombination med pulsen kan man styre og dosere sin træning præcist. Via watt-måleren fandt man ud af, at det ikke kunne betale sig at køre de helt store gear. Det var for hårdt i forhold til den kraft, man fik ud af det".

### 7. Rytterradio
I cykelløb med mange cykelryttere og tilsvarende mange holdbiler, samt politiets og pressens motorcykler på vejen, især på bjergetaper med rytterne kilometer fra hinanden, er et perfekt fungerende kommunikationssystem afgørende for løbets succes. Holddirektører skal være i stand til at kommunikere med hver af deres ryttere, for at informere dem om deres positioner på etapen, om strategien, som ofte ændrer sig i løbet af en etape, om hver rytters rolle i at udføre denne strategi, om eventuelle forhindringer eller farlige passager, der kan ligge forude og af tidsforskellen mellem holdlederen og hans rivaler. Derudover skal ryttere være i stand til at fortælle når de er kommet til skade, deres cykel er gået i stykker, eller de blot har brug for forfriskning. I 2018 var de fleste af rytterne i Tour de France udstyret med en radio, der i øvrigt vejer omkring 200 gram. 

### 8. Hjelme
I 1991 forsøgte UCI sig for første gang med et decideret krav om hjelme i Paris-Nice. Rytterne reagerede prompte ved at strejke. Hjelmene var ukomfortable og varme. Et par tragiske dødsfald og 10 år senere havde piben fået en anden lyd. I 2003 blev hjelmene obligatoriske, og i dag påstår producenterne, at et hjelmklædt hoved er 2 pct. mere aerodynamisk end en bar isse.
Bo Hamburger: "Det er sikkerhed, og det er kommet for at blive. I dag kan man næsten ikke mærke, at man har dem på. Moderne hjelme er meget komfortable med ventilation og let opbygning. Det siger sig selv, at det er en fordel at køre med hjelm".

### 9. Elektronisk gearskifte
Chris Boardman vandt i 1997 Tourens prolog med en prototype af et elektronisk gearskifte på cyklen. Teknologien slog dog forst igennem i 2009, da Shimano sendte deres Di2-system på markedet. Samme år kørte George Hincapie Tour de France med elektronisk gearskift på cyklen.
Bo Hamburger: "Gearskiftet er mere præcist, og det indstiller sig selv, så det ikke kammer over eller hakker. Når det tredje og sidste store gear-firma SRAM også kommer med deres elektroniske gear, så er fremtiden elektronisk. Det er også meget nemmere for motionsrytterne, der ikke selv skal indstille gearene".

### 10. Carbon
I 50'ernes våbenkapløb fik US Air Force og NASA's opfindere for alvor øjnene op for carbon - eller kulfiber - der var meget lettere end stål, men lige så stærkt og endda mere smidigt. Det var især gavnligt i spidsen af jetfly. Som alle andre militære opfindelser bredte carbon sig til andre industrier, primært biler og motorsport, indtil cykler af kulfiber blev normalen i Tour de France.
Bo Hamburger: "Der er ikke nogen hold, der kører på andet. Det handler ikke udelukkende om vægt. Carbon evner at være stift, så man ikke mister kraft, men samtidig er det komfortabelt og stodabsorberende. Det er så meget bedre at køre på, så der ikke er alternativer i Tour-feltet".